# Bad Boys (singolo Inner Circle)
Bad Boys è una canzone del gruppo reggae Inner Circle, diventata famosa grazie al programma televisivo Cops dove è utilizzata come sigla iniziale. Una versione strumentale è presente anche nei titoli di coda.

## Storia
Originalmente la canzone fu pubblicata nell'album One Way e solo nel 1993 uscì come singolo negli Stati Uniti. Raggiunse la #53 posizione nella classifica in Gran Bretagna e #8 negli Stati Uniti , diventando più tardi anche disco d'oro.
La canzone è stata pubblicata anche nel singolo Sweat (A La La La La Long) come lato B .
La canzone, che godette di molta popolarità durante gli anni novanta, fu utilizzata anche nel film d'azione Bad Boys e nei sequel Bad Boys II, Bad Boys for Life e Bad Boys: Ride or Die interpretato da Will Smith e da Martin Lawrence, dove gli stessi attori cantano alcune parti della colonna sonora (anche Bad Boys). È stata utilizzata anche nel film Terminator Genisys del 2015.
La canzone fa riferimenti allo Sceriffo John Brown, che è lo sceriffo ucciso nella canzone I Shot the Sheriff di Bob Marley.